# Perchouhi Partizpanyan-Barseghyan
Perchuhi Partizpanyan-Barseghyan (en armenio: Պերճուհի Պարտիզպանյան-Բարսեղյան, 1886-18 de mayo de 1940) fue una pedagoga, escritora y trabajadora humanitaria armenia. Fue una de las tres primeras mujeres elegidas para servir como miembro del parlamento con la formación de la Primera República de Armenia en 1919. Después de la caída de la república, se trasladó brevemente a Bulgaria, antes de continuar su carrera literaria en París. Recibió el reconocimiento por sus cuentos del antólogo estadounidense Edward J. O'Brien. Trabajó en la Oficina Internacional Nansen para Refugiados en París tratando de ayudar a los armenios que habían sido afectados por el genocidio armenio.

## Primeros años
Perchuhi Partizpanyan nació en 1886 en Edirne, en el Imperio Otomano. Era hija de una rica familia armenia. Junto con su hermana Satenik, asistió a la escuela secundaria en Philippopolis, Bulgaria. A una edad temprana, se inspiró en las ideas revolucionarias de Rostom y su esposa Lisa Melik Shahnazarian, quienes dirigían una escuela armenia allí.   Cuando regresó a su casa en Edirne, a los dieciséis años, conoció a Sargis Barseghyan,intelectual y miembro de la Federación Revolucionaria Armenia, también conocida como Dashnaktsutyun. Él la animó a iniciar la Unión de Mujeres Armenias (en armenio: Հայ կանանց միություն), una organización para alentar a otras mujeres a escribir y discutir sobre literatura armenia e ideas progresistas.
Al reanudar sus estudios, Partizpanyan asistió a la universidad en Ginebra y estudió literatura y pedagogía. Comenzó a publicar escritos bajo el seudónimo Etna, incluidos varios cuentos que luego fueron recopilados y publicados como Փոթորիկէն վերջ (El fin de la tormenta).

## Carrera
Después de completar su educación, Partizpanyan regresó a la Armenia otomana y comenzó a enseñar primero en Van y luego en Giresun. En 1909 se casó con Sargis Barseghyan, quien se había convertido en el jefe del Dashnaktsutyun en Constantinopla.   Tuvieron un hijo antes de que Sargis fuera arrestado en marzo de 1915 y ejecutado el 30 de abril por el Estado como una de las primeras víctimas del genocidio armenio.  Después de la masacre de intelectuales, Partizpanyan tomó a su hijo y huyó a Sofía, Bulgaria,  pero pronto se instaló en Tiflis y reanudó la enseñanza. Enseñó en St. Gayane Girls' School y más tarde en Mariamian-Hovnanian Girls' School, ambas escuelas armenias ubicadas en la capital de la Gobernación de Tiflis, del Virreinato del Cáucaso del Imperio Ruso.
Cuando Armenia obtuvo su independencia del Imperio ruso y estableció la Primera República de Armenia el 28 de mayo de 1918, Partizpanyan se mudó a Ereván. Aunque no era una activista por los derechos de las mujeres, creía en los roles públicos de las mujeres y, junto con otros miembros del Dashnaktsutyun, trabajó para garantizar que la nueva constitución previera el sufragio universal. Era socialmente activa y trabajaba con otras mujeres para cuidar a huérfanos y refugiados. Cuando se celebraron las primeras elecciones los días 21 y 23 de junio de 1919, Partizpanyan fue una de las tres mujeres elegidas para formar parte del parlamento de 80 miembros. Las otras dos mujeres elegidas fueron Varvara Sahakyan y Katarine Zalyan-Manukyan. Sirvieron hasta diciembre de 1920, cuando el Ejército Rojo de Rusia invadió Armenia.
Con el colapso de la República, Partizpanyan tomó a su hijo y regresó brevemente a Sofía. Comprometida a servir en nombre del pueblo armenio, eligió vivir en el exilio en París, donde trabajó en la Oficina Internacional Nansen para los Refugiados y continuó sus esfuerzos literarios. Uno de sus cuentos recibió un premio del antólogo estadounidense Edward J. O'Brien, y cuentos como Արփիկը (Arpik) y Օղակ մը շղթայէս (Cadena de un anillo) fueron traducidos al inglés y al francés. Publicó sus memorias, Խանձուած օրերը (Días de angustia), como una serie en la revista estadounidense Hairenik entre 1938 y 1939.

## Muerte y legado
Partizpanyan murió el 18 de mayo de 1940 en París y fue enterrada allí en la tumba de intelectuales armenios. Su hijo tradujo sus memorias al francés y las publicó en Marsella en 2004. En 2016, Hakob Palian, escritor y periodista, editó una nueva publicación de ellos para la editorial Hamazkayin de Beirut en honor al centenario del genocidio armenio. Sus obras, pero especialmente sus memorias, son representaciones significativas del período histórico de entreguerras en la lucha de Armenia y el papel que desempeñaron las mujeres en la protección de la nación y el pueblo en su búsqueda de la independencia.

## Obras seleccionadas
- Հայրենիքս (Mi patria, poema de 1915)[2]
- Փոթորիկէն վերջ (El fin de la tormenta, 1932)
- Արփիկը (Arpik, relato corto)[7]
- Օղակ մը շղթայէս (Cadena de un anillo, relato corto)[7]
- Խանձված օրեր (2016)